# Синяя (приток Держи)
Синяя — река в Зубцовском районе Тверской области России, левый приток Дёржи.
Длина — 24 км, площадь водосборного бассейна — 140 км². Исток — в болотах южнее деревни Аннино. Протекает в юго-восточном направлении. Устье — у деревни Копылово.

## Данные водного реестра
По данным государственного водного реестра России относится к Верхневолжскому бассейновому округу. Речной бассейн реки — (Верхняя) Волга до Куйбышевского водохранилища (без бассейна Оки), речной подбассейн — бассейны притоков (Верхней) Волги до Рыбинского водохранилища, водохозяйственный участок реки — Волга от города Зубцов до города Тверь, без реки Тверца.
Код объекта в государственном водном реестре — 08010100612110000001552.

### Притоки (км от устья)
- 11 км: река Симаховка (лв)